# Conte Talbot
Conte Talbot è un titolo nobiliare inglese nella Parìa di Gran Bretagna.

## Storia

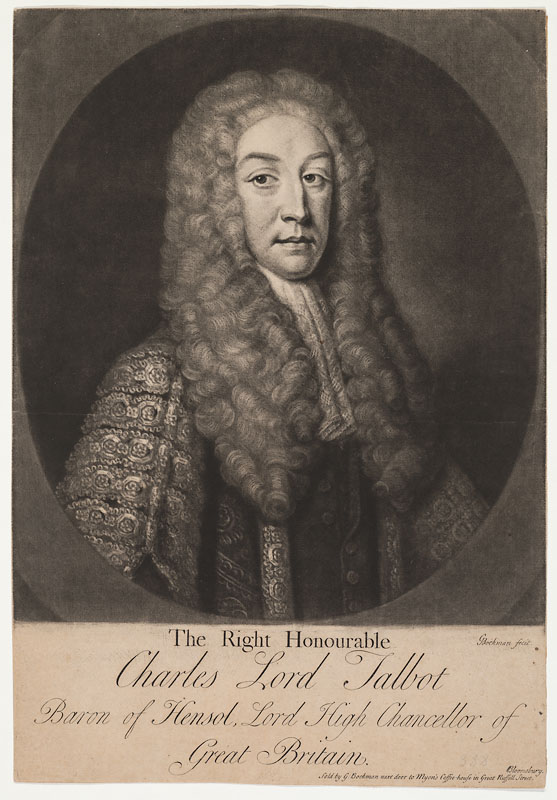
Charles Talbot, I barone Talbot, ritratto di Gerhard Bockman.

Il titolo venne creato due volte nella Parìa di Gran Bretagna. Questo ramo della famiglia Talbot discendeva da sir Gilbert Talbot (m. 1518), figlio terzogenito di John Talbot, II conte di Shrewsbury. Un suo pronipote, il reverendo William Talbot fu vescovo di Oxford, di Salisbury e Durham. Il suo figlio primogento, Charles Talbot fu un noto avvocato e politico. Nel 1733 venne elevato nella parìa di Gran Bretagna col titolo di Lord Talbot, barone di Hensol, nella contea di Glamorgan, e quindi prestò servizio come Lord Chancellor of Great Britain dal 1733 al 1737. Venne succeduto dal figlio primogenito, il secondo barone, il quale prestò servizio come Lord Steward of the Household dal 1761 al 1782. Nel 1761 venne creato Conte Talbot e nel 1780 Barone Dynevor, di Dynevor nella contea di Carmarthen, nella Parìa di Gran Bretagna. La contea venne creata come di norma con trasmissibilità in linea maschile, mentre la baronìa venne creata per concessione poi a sua figlia Cecil, moglie di George Rice, ed agli eredi maschi della coppia.
Alla sua morte nel 1782 la contea si estinse mentre venne succeduto nella baronia di Dynevor dalla figlia Cecil (vedi Barone Dynevor per la successiva storia di questo ramo della famiglia). La baronia di Talbot passò poi a suo nipote John, il III barone. Questi era figlio di John Talbot (m. 1756), figlio minore del I barone, e di sua moglie Catherine Chetwynde, figlia di John Chetwynde, II visconte Chetwynde. Questi rappresentò la costituente di Castle Rising alla Camera dei Comuni. Nel 1784 la contea venne ripristinata quando venne creato Visconte di Ingestre, nella contea di Stafford, e Conte Talbot, di Hensol nella contea di Glamorgan. Entrambi i titoli vennero creati nella parìa di Gran Bretagna. Lord Talbot assunse per licenza reale il cognome e le armi dei Chetwynd nel 1786.
Alla sua morte i titoli passarono a suo figlio, il II conte, il quale prestò servizi odurante il governo del conte di Liverpool come Lord Luogotenente d'Irlanda dal 1817 al 1821. Quest'ultimo venne succeduto dal suo secondo figlio (primo tra i sopravvissuti), il III conte, il quale nel 1856, alla morte del suo lontano parente Bertram Arthur Talbot, XVII conte di Shrewsbury e XVII conte di Waterford, ne ereditò anche questi titoli, facendo confluire quelli della sua casata tra quelli del Conte di Shrewsbury.

## Baroni Talbot (1733)
- Charles Talbot, I barone Talbot (1685–1737)
- William Talbot, II barone Talbot (1710–1782) (creato Conte Talbot nel 1761)

## Conti Talbot (1761)
- William Talbot, I conte Talbot (1710–1782)

## Baroni Talbot (1733; ripristinato)
- John Chetwynd-Talbot, III barone Talbot (1749–1793) (creato Conte Talbot nel 1784)

## Conti Talbot (1784)
- John Chetwynd Chetwynd-Talbot, I conte Talbot (1749–1793)
- Charles Chetwynd Chetwynd-Talbot, II conte Talbot (1777–1849)
  - Charles Thomas Talbot, visconte Ingestre (1802–1826)
- Henry John Chetwynd-Talbot, XVIII conte di Shrewsbury, XVIII conte di Waterford e III conte Talbot (1803–1868)

Vedi Conte di Shrewsbury per i successivi conti Talbot